# Kustode
En kustode betød oprindelig en vogter eller en opsynsmand. Senere har ordet fået betydningen "museumsbetjent". Deraf kommer den nedsættende brug af ordet om dem i et parti, der værner og holder fast på de gamle sædvaner og holdninger i partiet.
Ordet har fået en tankevækkende kommentar i sætningen Quis custodiet ipsos custodes? (ordret: "hvem skal vogte vogterne selv?"). Det er en formulering, der er taget fra Juvenal, en romersk forfatter fra det 1. århundrede. Han skrev om hjemmets vogtere, men hans tvivl rammer alle organisationer, der skal kontrollere sig selv: politi, domstole, advokatstanden, faglige klagenævn, lægernes etiske nævn osv.